# Chris Innis
Chris Innis (San Diego) é uma editora e montadora estadunidense. Venceu o Oscar de melhor montagem na edição de 2010 por The Hurt Locker, ao lado de Bob Murawski.